# Eudistoma hospitale
Eudistoma hospitale är en sjöpungsart som beskrevs av Monniot 1998. Eudistoma hospitale ingår i släktet Eudistoma och familjen Polycitoridae. Inga underarter finns listade i Catalogue of Life.